# Liste der Venuskrater/G
| Name           | Position          | ⌀       | Benannt nach                                                                              |
| -------------- | ----------------- | ------- | ----------------------------------------------------------------------------------------- |
| Gabriela       | 17,8° S, 119,6° W | 17,5 km | hebräischer Vorname                                                                       |
| Gahano         | 80,2° S, 77,4° O  | 4,5 km  | Vorname der Seneca                                                                        |
| Gail           | 16,1° S, 97,5° O  | 10 km   | hebräischer Vorname                                                                       |
| Galina         | 47,6° N, 52,9° W  | 16,8 km | bulgarischer Vorname                                                                      |
| Galindo        | 23,3° S, 101,2° W | 23,8 km | Beatriz Galindo (1465–1534?), spanische Ärztin und Lehrerin                               |
| Gautier        | 26,3° N, 42,8° O  | 59,3 km | Judith Gautier (1845–1917), französische Schriftstellerin                                 |
| Gaze           | 17,9° N, 119,8° W | 33,3 km | Wera Fjodorowna Gase (1899–1954), russische Astronomin                                    |
| Gentileschi    | 45,2° N, 99,4° W  | 20,5 km | Artemisia Gentileschi (1593-ca. 1652), italienische Malerin                               |
| Georgina       | 20,4° S, 58,8° O  | 5,9 km  | griechischer Vorname                                                                      |
| Germain        | 37,9° S, 63,7° O  | 35,5 km | Sophie Germain (1776–1831), französische Mathematikerin                                   |
| Giliani        | 72,9° S, 142,1° O | 19,9 km | Alessandra Giliani (1307–1326), italienische Anatomin                                     |
| Gillian        | 15,2° S, 50,1° O  | 14,7 km | lateinischer Vorname                                                                      |
| Gilmore        | 6,7° S, 132,8° O  | 21,3 km | Mary Gilmore (1865–1962), australische Schriftstellerin                                   |
| Gina           | 78,1° N, 76,5° O  | 14,6 km | italienischer Vorname                                                                     |
| Giselle        | 11,8° S, 62° W    | 10,4 km | französischer Vorname                                                                     |
| Glaspell       | 58,4° S, 90,4° W  | 26,3 km | Susan Glaspell (1876?–1948), US-amerikanische Schriftstellerin                            |
| Gloria         | 68,5° N, 94,2° O  | 20,7 km | portugiesischer Vorname                                                                   |
| Godiva         | 56,1° S, 108,4° W | 30,7 km | Lady Godiva († um 1085), angelsächsische Adlige                                           |
| Goeppert-Mayer | 59,7° N, 26,8° O  | 33,5 km | Maria Goeppert-Mayer (1906–1972), deutsch-amerikanische Physikerin und Nobelpreisträgerin |
| Golubkina      | 60,3° N, 73,5° W  | 28,4 km | Anna Semjonowna Golubkina (1864–1927), russische Bildhauerin                              |
| Goncharova     | 63° S, 97,7° O    | 30,3 km | Natalija Sergejewna Gontscharowa (1881–1962), russische Malerin und Avantgardistin        |
| Grace          | 13,8° S, 91,1° W  | 19 km   | griechischer Vorname                                                                      |
| Gražina        | 72,4° N, 22,5° W  | 16,5 km | litauischer Vorname                                                                       |
| Greenaway      | 22,9° N, 145,1° O | 93 km   | Kate Greenaway (1846–1901), englische Aquarellmalerin und Illustratorin von Kinderbüchern |
| Gregory        | 7,1° N, 95,8° O   | 18 km   | Isabella Augusta Gregory (1852–1932), irische Dramatikerin und Folkloristin               |
| Gretchen       | 59,7° S, 147,7° W | 20,8 km | deutscher Vorname                                                                         |
| Grey           | 52,4° S, 30,6° W  | 50 km   | Jane Grey (1537–1554), englische Königin                                                  |
| Grimke         | 17,2° N, 144,7° W | 34,8 km | Sarah Grimké (1792–1873), US-amerikanische Abolitionistin und Frauenrechtlerin            |
| Guan Daosheng  | 61,1° S, 178,2° W | 43,6 km | Guan Daosheng (1262–1319), chinesische Malerin, Kalligrafin und Dichterin                 |
| Gudrun         | 10,6° N, 33,6° W  | 13,3 km | Vorname aus dem Nordischen                                                                |
| Guilbert       | 58° S, 13,6° O    | 25,5 km | Yvette Guilbert (1865–1944), französische Sängerin                                        |
| Gulchatay      | 20,5° N, 64,5° W  | 9 km    | arabischer Vorname                                                                        |
| Gulnara        | 23,7° S, 174° O   | 5 km    | usbekischer Vorname                                                                       |
| Guzel          | 57,6° S, 61,3° W  | 7,3 km  | arabischer Vorname                                                                        |
| Gwynn          | 9,7° N, 37,2° O   | 32 km   | Nell Gwyn (1650–1687), englische Schauspielerin und königliche Mätresse                   |